# Arnold Goffin
Pour les articles homonymes, voir Goffin.
Arnold Goffin (1863-1934) est un historien de l’art et un écrivain belge de langue française.
Il collabora notamment à La Jeune Belgique, la Revue générale et à Durendal. Il fut élu à l’Académie royale de langue et de littérature françaises de Belgique le 12 novembre 1921 et à l’Académie royale de Belgique le 8 janvier 1925.

## Œuvres

### Publications
- Arnold Goffin, Journal d'André, Bruxelles, Moens, 1885.
- Arnold Goffin, Delzire Moris, Bruxelles, Moens, 1887.
- Arnold Goffin, Impressions et Sensations, Paris, Vanier, 1888.
- Arnold Goffin, Maxime, Bruxelles, Vos., 1890.
- Arnold Goffin, Le Fou raisonnable, Bruxelles, Vos., 1892.
- Arnold Goffin, I Fioretti, Les petites fleurs de la vie du petit pauvre de Jésus-Christ Saint François, Bruxelles, Société belge de Librairie, 1897.
- Arnold Goffin, Hélène, Bruxelles, Lamertin, 1897.
- Arnold Goffin, Le Thyrse, Bruxelles, Vos., 1897.
- Arnold Goffin, I Fioretti, Bruxelles, Bulens, 1901.
- Arnold Goffin (trad. A. G), La Légende de Saint François d'Assise : écrite par trois de ses compagnons, publiée pour la première fois par les R. P. Marcellino de Civezza (en) et Teofilo Domenichelli O. M., Bruxelles, Lamertin, 1902.
- Arnold Goffin, Thierry Bouts, Bruxelles, Librairie nationale d'art et d'histoire G. Van Oest & Cie, coll. « Collection des grands artistes des Pays-Bas », 1907.
- Arnold Goffin, Saint François d'Assise dans la légende et dans l'art italien, Bruxelles, Librairie nationale d'art et d'histoire G. Van Oest & Cie, 1909.
- Arnold Goffin (en collaboration avec Paul Lambotte), Thomas Vinçotte et son œuvre, Bruxelles, Librairie nationale d'art et d'histoire G. Van Oest & Cie, 1913.
- Arnold Goffin, Émile Verhaeren, Turnhout, Brepols, 1919.
- Arnold Goffin, Albert Giraud, Turnhout, Brepols, 1920.
- Arnold Goffin, La Sculpture (dans Notre Pays), Bruxelles, Librairie nationale d'art et d'histoire G. Van Oest & Cie, 1921.
- Arnold Goffin, Poussières du Chemin : Sur les routes d'Italie et de Flandre, Bruxelles, Lamertin, 1923.
- Arnold Goffin, Michel-Ange, Bruxelles, Publications de l'académie royale de langue et de littérature françaises, 1923.
- Arnold Goffin, L'Art religieux en Belgique : La Peinture. Des origines à la fin du XVIIIe siècle, Paris et Bruxelles, Librairie nationale d'art et d'histoire G. Van Oest & Cie, 1924.
- Arnold Goffin, Memlinc, Bruxelles, Kryn, 1925.
- Arnold Goffin, David et son temps : Extrait de la Revue générale, Bruxelles, 1926.
- Arnold Goffin, Frère François d'Assise : Le tout petit dans le Seigneur, raconté par les contemporains, Bruxelles, De Wit, 1927.
- Arnold Goffin, Ernest Verlant : Extrait de l'annuaire de l'académie royale de Langue et de littérature françaises, Bruxelles, 1928.
- Arnold Goffin, Julien Dillens, Turnhout, Brepols.
- Arnold Goffin, Le sculpteur Jules Lagae, Paris, Bruxelles, Vermaut.
- Arnold Goffin, Charles Van der Stappen : Extrait de l'annuaire de l'académie royale.
- Arnold Goffin, L'art primitif italien : La Peinture, Bruges, Paris, Desclée-de Brouwer, 1930.
- Arnold Goffin, La Vie de Saint François de Paul Sabatier : Édition définitive, Paris, Fischacker, 1931.
- Arnold Goffin, Victor Rousseau, Bruxelles, Éditions de Belgique, 1932.

## Distinctions
- Commandeur de l'ordre de la Couronne (en juillet 1926).